# Iglesia católica siro-malabar
La Iglesia católica siro-malabar o Iglesia siro-malabar (en siríaco: ܥܹܕܬܵܐ ܕܡܲܠܲܒܵܪ ܣܘܼܪܝܵܝܵܐ; en latín: Ecclesia Syrorum Malabarensium; en malabar: സീറോ മലബാർ കത്തോലിക്കാ സഭ, y en el Anuario Pontificio, en italiano: Chiesa Siro-Malabarese) es una de las veinticuatro Iglesias sui iuris que conforman la Iglesia católica. Se trata de una Iglesia católica oriental que sigue la tradición litúrgica caldea (o siria oriental) usando como lengua litúrgica el siríaco oriental, junto con el malayalam y el inglés. Está organizada como Iglesia arzobispal mayor de acuerdo a la forma prescripta por el título V del Código de los Cánones de las Iglesias Orientales (CCEO), bajo supervisión del Dicasterio para las Iglesias Orientales, y es presidida por el arzobispo mayor de Ernakulam-Angamaly, cuya sede se encuentra en Cochín, en el estado de Kerala, India.
Es la segunda Iglesia católica oriental por número de fieles —más de 4,5 millones— y la mayor comunidad de los cristianos de Santo Tomás en India.

## Historia

### Cristianos de Santo Tomás
Según la tradición, la Iglesia en la India fue fundada por Tomás el Apóstol, quien habría llegado a Muziris cerca de Cranganor (hoy Kodungallur) el 21 de noviembre de 52 y fundó 7 iglesias. Por eso sus miembros son conocidos como cristianos de Santo Tomás. Tomás habría sido martirizado el 3 de julio de 72 en Meliapor, en donde se halla su tumba. Desde el siglo IV la Iglesia india entró en relaciones con la Iglesia persa de Seleucia-Ctesifonte (también llamada nestoriana). El catolicós de la Iglesia del Oriente enviaba un obispo a Cranganor, que usaba el título de metropolitano y puerta de toda la India. El arzobispo Yohannan de la India participó en el Concilio de Nicea I en 325. A causa de una persecución en Siria oriental y Persia, en 345 un establecimiento de hebreos cristianos fue fundado en Kottayam al sur de la India por Thomas Kanai, quien arribó con el obispo Uraha Mar Yausef, 4 sacerdotes y 72 familias. Este grupo es el origen de los knanayas.
La Iglesia india dependió del metropolitanato de Fars en Rev Ardashir sin tener un obispo hasta que el patriarca Ishoyahb III (649-659) de Seleucia-Ctesifonte —o el patriarca Sliba-zkha (714-728), según otra fuente— creó una diócesis en la India. El patriarca Timoteo I (780-823) creó la provincia metropolitana de la India, cesando la dependencia de Fars, probablemente en 823 y con dos sedes sufragáneas. Pocas décadas después la Iglesia india se había quedado sin clero y envió una delegación a Mesopotamia a solicitar obispos. El patriarca Enosh en respuesta, hacia 880, consagró al metropolitano Yohannan para la India y a dos obispos sufragáneos, uno para la isla de Socotra y el otro para Masin, tradicionalmente identificado como el sur de China. Yohannan fijó su residencia en Cranganor. Sin embargo, la India no figura entre las provincias de la Iglesia del Oriente en la lista que Eliya de Damasco realizó en 893. El liderazgo en la Iglesia en la India estaba formalmente en manos de los obispos enviados desde Persia, pero debido a que no conocían el idioma local (idioma malayalam), se limitaban a realizar las celebraciones litúrgicas en idioma siríaco, confiando la administración de la diócesis a un sacerdote local que tenía título de arcediano o archidiácono.
Debido a la invasión selyúcida a Mesopotamia, la provincia india habría sido suprimida por su imposibilidad de alcanzarla. Las relaciones efectivas habrían sido restauradas en 1301 y la India fue listada como una de la provincias exteriores de la Iglesia del Oriente por el historiador ʿAmr en 1348. Ante el colapso de la Iglesia nestoriana en la mayor parte de Asia a fines del siglo XIV, la India dejó de tener un obispo y su autoridad quedó reducida al archidiácono.
En 1491 el archidiácono despachó enviados al patriarca de la Iglesia del Oriente, al patriarca copto de Alejandría y al patriarca sirio de Antioquía, solicitando el envío de un obispo. El patriarca Shemʿon IV Basidi de la Iglesia del Oriente consagró dos obispos, Thoma y Yuhanon, y los envió a la India. Sin embargo, los años de separación hicieron que el archidiácono fuera el poder efectivo entre los cristianos de Santo Tomás y los obispos fueran tratados como huéspedes.

### Llegada de los portugueses a la India
El portugués Vasco de Gama desembarcó en la costa de Malabar el 14 de mayo de 1498 y luego cada año llegaron flotas portuguesas que tomaron el control del litoral sur y oriental de la India, asegurándose del monopolio del comercio y la navegación en el océano Índico. Los primeros contactos portugueses con la comunidad cristiana local fueron muy positivos, ya que los europeos fueron vistos como liberadores del acoso a que los sometían los navegantes árabes.
En 1552 se produjo un cisma en la Iglesia del Oriente y en 1553 Yohannan Sulaqa fue reconocido como el primer patriarca de la Iglesia católica caldea y envió a su hermano José Sulaqa como metropolitano de la India en comunión con el papa. José Sulaqa arribó a la costa Malabar en 1558 cuando ya estaban allí los portugueses, que lo enviaron a Lisboa en 1568. El segundo patriarca caldeo envió al obispo Abraham que llegó a Goa en 1563 con la aprobación papal y asumió en 1568. El 29 de agosto de 1567 fue trasladada la arquidiócesis caldea desde Cranganor a Angamaly como sede metropolitana por el papa Pío IV, siendo obispo Abraham, quien murió en 1597. Fue el último arzobispo caldeo de Angamaly y metropolitano de toda la India.
La mayoría de los historiadores occidentales están de acuerdo con la opinión de que el controvertido Sínodo de Diamper (20 de junio de 1599) encabezado por el arzobispo portugués de Goa, Aleixo de Meneses, separó por la fuerza a los cristianos de Santo Tomás de la Iglesia caldea poniéndolos bajo dependencia latina. Está claro que después del arribo de los portugueses hubo significativas tensiones respecto al nombramiento de autoridades portuguesas y persecución de los cristianos de Santo Tomás. El sínodo prohibió el uso y destruyó un cierto número de libros siríacos y realizó cambios en la liturgia considerada nestoriana. El 20 de diciembre de 1599 el obispo Francis Ros fue nombrado comisionado y administrador de los cristianos de Santo Tomás al frente de la vacante diócesis de Angamaly. El 4 de agosto de 1600 el Padroado portugués fue extendido a los siríacos de Malabar. Comenzó la latinización de la Iglesia siro-malabar y la sede fue transferida a Cranganor el 3 de diciembre de 1609, quedando suprimida la arquidiócesis de Angamaly. El 22 de diciembre de 1610 el arzobispo de Goa limitó el área jurisdiccional de los obispos de los cristianos de Santo Tomás a la costa Malabar.
Una protesta ocurrió en 1653 conocida como Juramento de Coonan Cross. Bajo el liderazgo del archidiácono Tomás un grupo de cristianos de Santo Tomás hicieron un juramento públicamente de que no obedecerían al arzobispo jesuita García de Cranganor o cualquier otro prelado de los "paulistas" (sacerdotes jesuitas del Seminario de San Pablo de Goa), aunque varias versiones existen sobre el hecho. La Santa Sede envió a carmelitas en 1655 que lograron reconciliar a muchos cristianos de Santo Tomás. Entre 1661 y 1662 de las 116 iglesias que tenían, los partidarios de los carmelitas retuvieron 84, mientras que los partidarios del archidiácono Tomás se quedaron con 32 iglesias. Los primeros, que permanecieron católicos, pasaron a ser conocidos como siro-malabares, mientras que los segundos fueron el núcleo del que descienden los siro-malankaras (católicos, antioquenos e independientes), de la Iglesia malabar independiente de Thozhiyur y de la Iglesia de Mar Thoma. En 1663 la Compañía Neerlandesa de las Indias Orientales derrotó a los portugueses en la India y brindó ayuda a la facción del archidiácono Tomás.
En 1665 llegó a la India Gregorio, un obispo enviado por el patriarca sirio de Antioquía. El grupo disidente liderado por el archidiácono Tomás le dio la bienvenida, y aceptó la cristología no calcedoniana y la tradición litúrgica siriaco-antioquena («liturgia de Santiago») de la Iglesia ortodoxa siria. Este hecho marcó el cisma formal en la comunidad de Santo Tomás.

### Siro-malabares
El 3 de diciembre de 1659 el papa Alejandro VII creó el vicariato apostólico de Malabar. El 24 de diciembre de 1659 el obispo Giuseppe Sebastiani llegó a Kerala con poderes especiales delegados por el papa para consagrar obispos en Malabar, dando inicio a la jurisdicción de la Propaganda Fide en Kerala. El 31 de enero de 1663 consagró obispo a Chandy Parampil, primer vicario apostólico de Malabar. En 1700 los cristianos de Santo Tomás estaban bajo doble jurisdicción, del vicario apostólico en Verapoly y del arzobispo de Cranganor bajo el Padroado portugués. El 13 de marzo de 1709 el papa Clemente XI suprimió el vicariato apostólico de Malabar y creó el de Verapoly.
En diciembre de 1790 se produjo la invasión del sultán de Cochín y muchas antiguas iglesias fueron destruidas, junto al seminario sirio. La sede de Angamaly fue trasladada a Alengad y luego a Vadayar en Travancore. La invasión produjo muchos mártires y la emigración de parte de la población a Travancore. El 24 de abril de 1838 el metropolitanato de Cranganor (o Angamaly) y la diócesis de Cochín fueron suprimidas y sus territorios agregados al vicariato apostólico de Verapoly mediante el breve Multa Praeclara del papa Gregorio XVI. En 1861 Elias Chavara fue nombrado vicario general para los cristianos de Santo Tomás. El 1 de agosto de 1874 el obispo caldeo Elías Melus arribó a Kerala y fue excomulgado el 25 de octubre de 1874, originando un cisma al unirse a la Iglesia asiria del Oriente.
El 20 de mayo de 1887 fueron creados los vicariatos apostólicos siro-malabares de Kottayam y de Trichur mediante el breve Quod Jam Pridem del papa León XIII, quedando los cristianos de Santo Tomás completamente segregados de la jurisdicción de la arquidiócesis de Verapoly y del Padroado portugués. En 1891 el vicario apostólico de Kottayam cambió su residencia a Changancherry. Mediante el breve Quae Rei Sacrae el 28 de julio de 1896 los vicariatos fueron reorganizados en 3 vicariatos apostólicos al crearse el de Ernakulam con partes de los dos originales y renombrase Changanacherry al de Kottayam. El 29 de agosto de 1911 el papa Pío X creó el vicariato apostólico de Kottayam para los sudhistas o knanayas de rito siro-malabar. El 21 de diciembre de 1923 fue establecida la jerarquía siro-malabar al crearse la archieparquía metropolitana de Ernakulam con Trichur, Changanacherry y Kottayam como eparquías sufragáneas.
En 1934 el papa Pío XI inició un proceso de reformas litúrgicas que debería restaurar la naturaleza oriental del pesadamente latinizado rito siro-malabar. Una liturgia eucarística, tomada de las fuentes originales sirio orientales fue aprobada por Pío XII en 1957 e introducida en 1962, por lo que la divina liturgia de Addai y Mari es celebrada en malayalam, la lengua nativa de Kerala. Ha habido una fuerte resistencia a esta reforma y la mayoría de las diócesis siro-malabares continúan usando un rito que es casi indistinguible de la misa latina. En 1998 el papa Juan Pablo II dio a los obispos siro-malabares autoridad en materia litúrgica en un esfuerzo para facilitar la resolución de las disputas.
El papa Pío XII mediante la bula Saepe Fidelis el 29 de abril de 1955 extendió la jurisdicción del eparca de Trichur al distrito civil de Coimbatore. En 1962 fue creada en Chanda la primera misión siro-malabar fuera de Kerala. El 20 de junio de 1974 el papa Pablo VI con la bula Apostolico Requirente dividió la eparquía de Trichur para crear la eparquía de Palakkad en los distritos civiles de Palakkad y Coimbatore. El 22 de junio de 1978 el papa Pablo VI separó de la eparquía de Trichur  Taluk de Kodungalloor, gran parte de Mukundapuram y pequeñas porciones de Paravoor y de Aluva al norte del río Chalakudy para crear la eparquía de Irinjalakuda mediante la bula Trichuriensis Eparchiae.
El 16 de diciembre de 1992 el papa Juan Pablo II elevó el estatus de la Iglesia siro-malabar a archiepiscopal mayor, con el título de Ernakulam-Angamaly mediante la constitución apostólica Quae Majori. Antony Padiyara fue nombrado su primer archieparca mayor. El 20 de mayo de 1993 tuvo lugar el primer sínodo de la Iglesia católica siro-malabar (Synodus Ecclesiae Syrae Malabarensis), siendo investido el cardenal Antony Padiyara en sus funciones. En 1996 los obispos Gregory Karotemprel y Joseph Pallikaparambil fueron designados visitadores apostólicos en Estados Unidos y Canadá, y en Europa y el Reino Unido, respectivamente. El 3 de julio de 1998 fue inaugurada la curia archiepiscopal mayor en Mount St. Thomas en Kakkanad.

## Autoridades
La autoridad suprema de la Iglesia católica es ejercida por el papa, obispo de Roma, o por todos los obispos en plena comunión con él reunidos solemnemente en un concilio ecuménico. La Iglesia siro-malabar, como parte de la Iglesia católica, se mantiene sujeta a la autoridad suprema de la Iglesia, aunque a ella se le reconoce cierto grado de autonomía como Iglesia arzobispal mayor que le permite contar con una jerarquía propia y ser presidida por un arzobispo o archieparca mayor con su sínodo.

### Arzobispo mayor

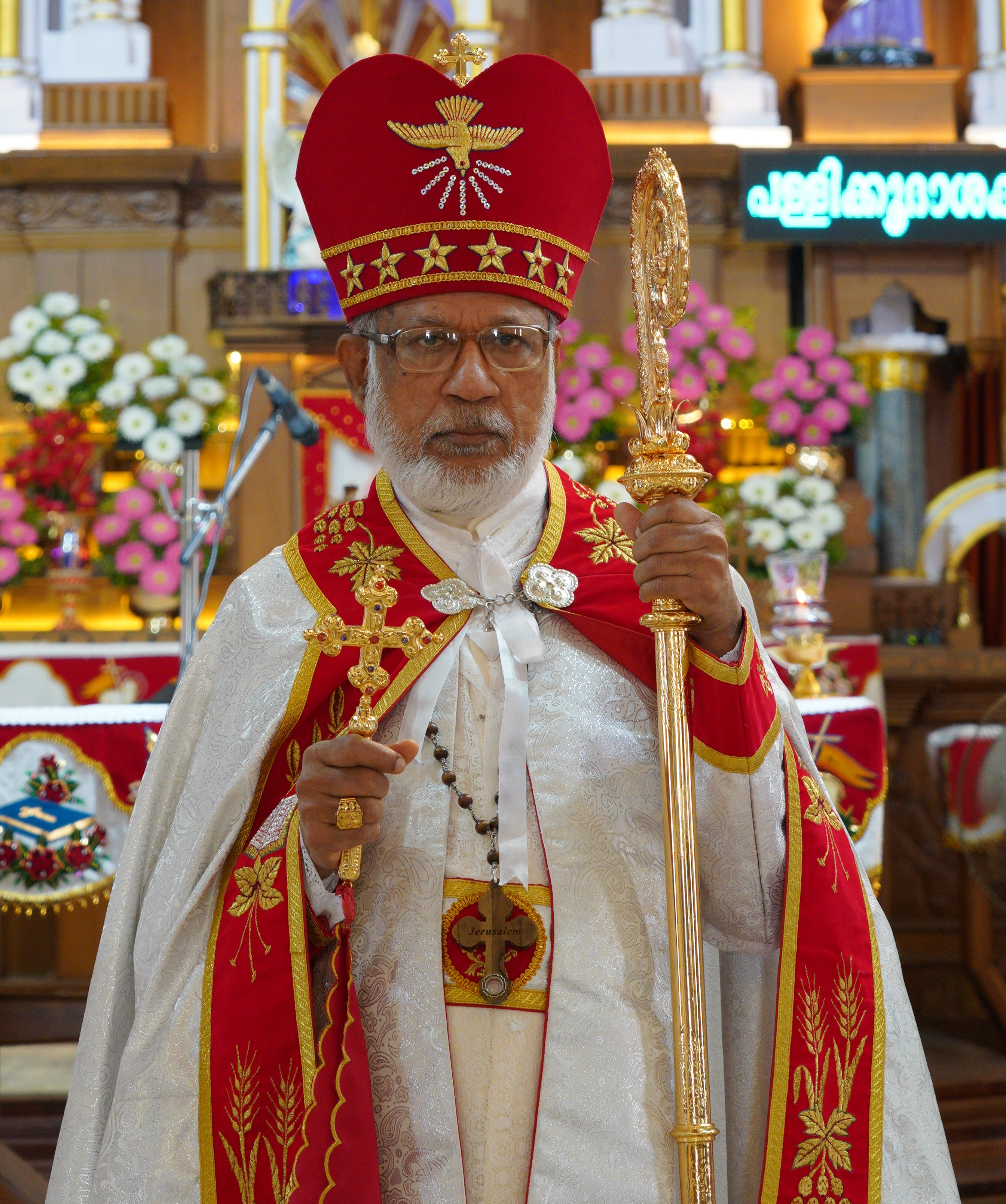
George Alencherry, arzobispo mayor emérito.

La jerarquía propia de la Iglesia católica siro-malabar está encabezada por el arzobispo o archieparca mayor de Ernakulam-Angamaly de los siro-malabares. La sede de la archieparquía mayor se encuentra en Ernakulam, en el municipio de Cochín (o Kochi), India, en donde se halla la catedral de la eparquía propia del arzobispo mayor, la Basílica de Santa María.  Desde el 11 de enero de 2024 el arzobispo mayor es Raphael Thattil y el arzobispo mayor emérito es George Alencherry.
Lista de arzobispos mayores
- Antony Padiyara † (16 de diciembre de 1992-11 de noviembre de 1996, renunció)
- Varkey Vithayathil, C.SS.R. † (23 de diciembre de 1999-1 de abril de 2011, falleció)
- George Alencherry (25 de mayo de 2011-7 de diciembre de 2023, Vaticano mandó a que renunciara)
  - Sebastian Vaniyapurackal, administrador archiepiscopal (7 de diciembre de 2023-9 de enero de 2024)[16]
- Raphael Thattil, desde el 11 de enero de 2024.[17]

## Territorio propio de la Iglesia católica siro-malabar
Antes del Sínodo de Diamper en 1599 el metropolitano caldeo de Angamaly tenía jurisdicción indefinida sobre el subcontinente indio. El 22 de diciembre de 1610 el arzobispo de Goa limitó esa jurisdicción a la costa Malabar, que comprendía la mayor parte del entonces estado de Cochín y algunas partes del de Travancore. En 1886 su territorio quedó comprendido a los nuevos vicariatos apostólicos malabares. Al establecerse la jerarquía siro-malabar en 1923 su jurisdicción quedó confinada entre el río Pampa al sur y el río Bharathapuzha al norte de Kerala. La Santa Sede decretó en 1953 y 1955 la extensión del territorio a la totalidad del estado de Kerala y a los territorios de las diócesis latinas de Mangalore, Chickmagalur, Mysore y Coimbatore. Este territorio fue el asignado al pasar a ser una Iglesia archiepiscopal mayor en 1992, como territorio propio (territorium proprium) y comprende en la India el estado de Kerala, parte del de Tamil Nadu y parte de Karnataka.
El 10 de octubre de 2017 el papa Francisco creó las eparquías de Hosur y de Shamshabad y dirigió una carta a los obispos de la India. En ella expresó que para los fines pastorales extendía la jurisdicción del archieparca mayor y del sínodo a la totalidad de la India:

Decreto también que las nuevas circunscripciones, como las que ya existen, sean confiadas al cuidado pastoral del arzobispo mayor de Ernakulam-Angamaly y al Sínodo de los Obispos de la Iglesia Siro-Malabar, de acuerdo con las normas del Código de Cánones de las Iglesias Orientales.

La decisión papal no afectó los límites del territorio propio de la archieparquía mayor.

## Circunscripciones eclesiásticas

### Dentro del territorio propio en el sur de la India
De acuerdo al Anuario Pontificio 2018 dentro del territorio propio de la archieparquía mayor de Ernakulam-Angamaly a fines de 2017 existían las siguientes circunscripciones eclesiásticas siro-malabares:
| Circunscripción                  | Tipo                                                                                  | País/países | Provincia eclesiástica | Ciudad sede    | Fieles bautizados (2017) | Obispos | Parroquias | Sacerdotes seculares | Sacerdotes religiosos | Religiosos | Religiosas | Diáconos permanentes | Seminaristas |
| -------------------------------- | ------------------------------------------------------------------------------------- | ----------- | ---------------------- | -------------- | ------------------------ | ------- | ---------- | -------------------- | --------------------- | ---------- | ---------- | -------------------- | ------------ |
| Changanacherry (o Changanassery) | Archieparquía metropolitana                                                           | India       | Changanacherry         | Changanassery  | 398 400                  | 2       | 241        | 352                  | 397                   | 650        | 3293       | 0                    | 107          |
| Ernakulam-Angamaly               | Archieparquía metropolitana y sede propia del archieparca mayor de Ernakulam-Angamaly | India       | Ernakulam-Angamaly     | Ernakulam      | 610 000                  | 3       | 349        | 382                  | 382                   | 711        | 5270       | 0                    | 150          |
| Kottayam                         | Archieparquía metropolitana                                                           | India       | Kottayam               | Kottayam       | 185 721                  | 3       | 147        | 354                  | 111                   | 145        | 1061       | 0                    | 35           |
| Tellicherry (o Thalassery)       | Archieparquía metropolitana                                                           | India       | Tellicherry            | Thalassery     | 302 018                  | 2       | 245        | 278                  | 135                   | 433        | 1767       | 0                    | 69           |
| Trichur (o Thrissur)             | Archieparquía metropolitana                                                           | India       | Trichur                | Thrissur       | 435 628                  | 3       | 221        | 340                  | 283                   | 461        | 3137       | 0                    | 104          |
| Belthangady                      | Eparquía sufragánea                                                                   | India       | Tellicherry            | Belthangady    | 30 059                   | 1       | 64         | 37                   | 20                    | 31         | 205        | 0                    | 22           |
| Bhadravathi                      | Eparquía sufragánea                                                                   | India       | Tellicherry            | Bhadravathi    | 9781                     | 1       | 24         | 10                   | 37                    | 37         | 123        | 0                    | 11           |
| Idukki                           | Eparquía sufragánea                                                                   | India       | Ernakulam-Angamaly     | Vazhathope     | 266 600                  | 1       | 155        | 238                  | 335                   | 350        | 956        | 0                    | 86           |
| Irinjalakuda                     | Eparquía sufragánea                                                                   | India       | Trichur                | Irinjalakuda   | 269 867                  | 1       | 134        | 209                  | 92                    | 168        | 1917       | 0                    | 53           |
| Kanjirapally                     | Eparquía sufragánea                                                                   | India       | Changanacherry         | Kanjirapally   | 214 900                  | 1       | 143        | 240                  | 80                    | 155        | 1950       | 0                    | 36           |
| Kothamangalam                    | Eparquía sufragánea                                                                   | India       | Ernakulam-Angamaly     | Kothamangalam  | 224 400                  | 2       | 120        | 329                  | 98                    | 173        | 1303       | 0                    | 61           |
| Mananthavady                     | Eparquía sufragánea                                                                   | India       | Tellicherry            | Mananthavady   | 172 282                  | 1       | 151        | 194                  | 295                   | 453        | 1343       | 0                    | 44           |
| Mandya                           | Eparquía sufragánea                                                                   | India       | Tellicherry            | Hinkal         | 85 100                   | 1       | 8          | 43                   | 131                   | 131        | 170        | 0                    | 12           |
| Palai                            | Eparquía sufragánea                                                                   | India       | Changanacherry         | Palai          | 331 368                  | 3       | 170        | 385                  | 429                   | 577        | 3126       | 0                    | 85           |
| Palghat (o Palakkad)             | Eparquía sufragánea                                                                   | India       | Trichur                | Palakkad       | 58 900                   | 1       | 89         | 124                  | 62                    | 69         | 1112       | 0                    | 52           |
| Ramanathapuram                   | Eparquía sufragánea                                                                   | India       | Trichur                | Ramanathapuram | 10 302                   | 1       | 18         | 22                   | 46                    | 73         | 311        | 0                    | 16           |
| Thamarassery                     | Eparquía sufragánea                                                                   | India       | Tellicherry            | Thamarassery   | 146 872                  | 2       | 128        | 152                  | 95                    | 142        | 1392       | 0                    | 26           |
| Thuckalay                        | Eparquía sufragánea                                                                   | India       | Changanacherry         | Thuckalay      | 28 000                   | 1       | 62         | 38                   | 23                    | 23         | 253        | 0                    | 22           |
| TOTAL                            | -                                                                                     | -           | -                      | -              | 3 780 198                | 30      | 2469       | 3727                 | 3051                  | 4782       | 28 689     | 0                    | 991          |

Dentro del territorio propio de la archieparquía mayor de Ernakulam-Angamaly:
- Archieparquía metropolitana de Ernakulam-Angamaly, en Kerala, (archieparquía metropolitana desde el 21 de diciembre de 1923) que tiene como sufragáneas a las eparquías de:
  - Eparquía de Idukki, en Kerala, fue creada el 9 de diciembre de 2002.
  - Eparquía de Kothamangalam, en Kerala, fue creada el 10 de enero de 1957.
- Archieparquía metropolitana de Changanacherry, en Kerala, (fue creada el 21 de diciembre de 1923, archieparquía metropolitana desde el 29 de julio de 1956) que tiene como sufragáneas a las eparquías de:
  - Eparquía de Kanjirappally, en Kerala, fue creada el 26 de febrero de 1977.
  - Eparquía de Palai, en Kerala, fue creada el 25 de julio de 1950 por el papa Pío XII.
  - Eparquía de Thuckalay, en Tamil Nadu, fue creada el 11 de noviembre de 1996.
- Archieparquía metropolitana de Tellicherry, en Kerala, (creada el 31 de diciembre de 1953, archieparquía metropolitana desde el 18 de mayo de 1995) que tiene como sufragáneas a las eparquías de:
  - Eparquía de Belthangady, en Karnataka, fue creada el 24 de abril de 1999.
  - Eparquía de Bhadravathi, en Karnataka, fue creada el 21 de agosto de 2007.
  - Eparquía de Mananthavady, en Kerala, fue creada el 1 de marzo de 1973.
  - Eparquía de Thamarasserry, en Kerala, fue creada el 28 de abril de 1986.
  - Eparquía de Mandya, en Karnataka, fue creada el 18 de enero de 2010.
- Archieparquía metropolitana de Trichur, en Kerala, (fue creada el 21 de diciembre de 1923, archieparquía metropolitana desde el 18 de mayo de 1995) que tiene como sufragáneas a las eparquías de:
  - Eparquía de Irinjalakuda, en Kerala, fue creada el 22 de junio de 1978.
  - Eparquía de Palakkad, en Kerala, fue creada el 20 de junio de 1974.
  - Eparquía de Ramanathapuram, en Tamil Nadu, fue creada el 18 de enero de 2010.
- Archieparquía metropolitana de Kottayam, (fue creada el 21 de diciembre de 1923, archieparquía metropolitana desde el 9 de mayo de 2005) es una diócesis personal para todos los knanayas católicos del territorio propio siro-malabar, incluyendo a los que siguen el rito de la Iglesia católica siro-malankara, que tienen un Malankara Forane con 16 parroquias en la archieparquía.

### Fuera del territorio propio
De acuerdo al Anuario Pontificio 2018 fuera del territorio propio de la archieparquía mayor de Ernakulam-Angamaly a fines de 2017 existían las siguientes circunscripciones eclesiásticas siro-malabares:
| Circunscripción                     | Tipo                                      | País/países    | Provincia eclesiástica                | Ciudad sede  | Fieles bautizados (2017)  | Obispos | Parroquias | Sacerdotes seculares | Sacerdotes religiosos | Religiosos | Religiosas | Diáconos permanentes | Seminaristas |
| ----------------------------------- | ----------------------------------------- | -------------- | ------------------------------------- | ------------ | ------------------------- | ------- | ---------- | -------------------- | --------------------- | ---------- | ---------- | -------------------- | ------------ |
| Adilabad                            | Eparquía sufragánea                       | India          | Hyderabad                             | Adilabad     | 16 403                    | 2       | 36         | 35                   | 56                    | 74         | 179        | 0                    | 15           |
| Bijnor                              | Eparquía sufragánea                       | India          | Agra                                  | Kotdwara     | 4142                      | 2       | 36         | 49                   | 15                    | 31         | 203        | 0                    | 7            |
| Chanda                              | Eparquía sufragánea                       | India          | Nagpur                                | Chandrapur   | 13 206                    | 2       | 9          | 38                   | 37                    | 153        | 400        | 0                    | 32           |
| Faridabad                           | Eparquía                                  | India          | Inmediatamente sujeta a la Santa Sede | Faridabad    | 152 000                   | 1       | 69         | 41                   | 58                    | 58         | 820        | 0                    | 43           |
| Gorakhpur                           | Eparquía sufragánea                       | India          | Agra                                  | Gorakhpur    | 3323                      | 2       | 30         | 43                   | 23                    | 40         | 202        | 0                    | 8            |
| Gran Bretaña                        | Eparquía                                  | Reino Unido    | Inmediatamente sujeta a la Santa Sede | Preston      | 38 000                    | 1       | 0          | 23                   | 0                     | 0          | 0          | 0                    | 0            |
| Hosur                               | Eparquía                                  | India          | Inmediatamente sujeta a la Santa Sede | Noothenchery | Sin datos, creada en 2017 | 1       | -          | -                    | -                     | -          | -          | -                    | -            |
| Jagdalpur                           | Eparquía sufragánea                       | India          | Raipur                                | Jagdalpur    | 9100                      | 2       | 23         | 60                   | 62                    | 87         | 309        | 0                    | 16           |
| Kalyan                              | Eparquía sufragánea                       | India          | Bombay                                | Kalyan       | 65 000                    | 1       | 113        | 70                   | 110                   | 130        | 375        | 0                    | 32           |
| Mississauga                         | Eparquía (exarcado apostólico hasta 2018) | Canadá         | Inmediatamente sujeta a la Santa Sede | Mississauga  | 9100                      | 1       | 0          | 12                   | 3                     | 3          | 0          | 0                    | 0            |
| Rajkot                              | Eparquía sufragánea                       | India          | Gandhinagar                           | Rajkot       | 13 000                    | 2       | 14         | 37                   | 90                    | 112        | 480        | 0                    | 8            |
| Sagar                               | Eparquía sufragánea                       | India          | Bhopal                                | Sagar        | 3443                      | 2       | 44         | 58                   | 21                    | 29         | 266        | 0                    | 17           |
| Santo Tomás el Apóstol en Chicago   | Eparquía                                  | Estados Unidos | Inmediatamente sujeta a la Santa Sede | Bellwood     | 87 000                    | 1       | 36         | 48                   | 15                    | 15         | 21         | 0                    | 9            |
| Santo Tomás el Apóstol en Melbourne | Eparquía                                  | Australia      | Inmediatamente sujeta a la Santa Sede | Melbourne    | 50 000                    | 1       | 6          | 13                   | 12                    | 12         | 0          | 0                    | 6            |
| Satna                               | Eparquía sufragánea                       | India          | Bhopal                                | Satna        | 2867                      | 3       | 16         | 48                   | 16                    | 26         | 149        | 0                    | 15           |
| Shamshabad                          | Eparquía                                  | India          | Inmediatamente sujeta a la Santa Sede | Kukatpally   | Sin datos, creada en 2017 | 1       | -          | -                    | -                     | -          | -          | -                    | -            |
| Ujjain                              | Eparquía sufragánea                       | India          | Bhopal                                | Ujjain       | 4617                      | 1       | 42         | 46                   | 59                    | 107        | 270        | 0                    | 12           |
| TOTAL                               | -                                         | -              | -                                     | -            | 471 201                   | 26      | 474        | 621                  | 577                   | 877        | 3674       | 0                    | 220          |

#### En la India
Con jurisdicción territorial sobre todos los católicos latinos y siro-malabares existen en la India eparquías que son territorios de misión exclusivos del clero siro-malabar:
- - Eparquía de Adilabad, sufragánea de la arquidiócesis metropolitana de Hyderabad, fue creada el 23 de julio de 1999. Se halla en Telangana.
  - Eparquía de Bijnor, sufragánea de la arquidiócesis metropolitana de Agra, fue creada como exarcado apostólico el 23 de marzo de 1972 y como eparquía el 26 de febrero de 1977. Se halla en Uttaranchal y en Uttar Pradesh.
  - Eparquía de Chanda, sufragánea de la arquidiócesis metropolitana de Nagpur, fue creada como exarcado apostólico el 29 de julio de 1968 y como eparquía el 26 de febrero de 1977. Se halla en Maharastra.
  - Eparquía de Gorakhpur, sufragánea de la arquidiócesis metropolitana de Agra, fue creada el 19 de junio de 1984. Se halla en Uttar Pradesh.
  - Eparquía de Jagdalpur, sufragánea de la arquidiócesis metropolitana de Raipur, fue creada como exarcado apostólico el 23 de marzo de 1972 y como eparquía el 26 de febrero de 1977. Se halla en Chhattisgarh.
  - Eparquía de Rajkot, sufragánea de la arquidiócesis metropolitana de Gandhinagar, fue creada el 25 de febrero de 1977. Se halla en Guyarat.
  - Eparquía de Sagar, sufragánea de la arquidiócesis metropolitana de Bhopal, fue creada como exarcado apostólico el 29 de julio de 1968 y como eparquía el 26 de febrero de 1977. Se halla en Madhya Pradesh.
  - Eparquía de Satna, sufragánea de la arquidiócesis metropolitana de Bhopal, fue creada como exarcado apostólico el 29 de julio de 1968 y como eparquía el 26 de febrero de 1977. Se halla en Madhya Pradesh.
  - Eparquía de Ujjain, sufragánea de la arquidiócesis metropolitana de Bhopal, fue creada como exarcado apostólico el 29 de julio de 1968 y como eparquía el 26 de febrero de 1977. Se halla en Madhya Pradesh.

Con jurisdicción personal sobre los católicos siro-malabares únicamente existen en la India las siguientes eparquías:
- - Eparquía de Kalyan, sufragánea de la arquidiócesis metropolitana de Bombay, fue creada el 30 de abril de 1988 en el estado de Maharastra para incluir las ciudades metropolitanas de Bombay, Pune y Nashik en el territorio de 5 diócesis latinas.
  - Eparquía de Faridabad, inmediatamente sujeta a la Santa Sede, fue creada el 6 de marzo de 2012. Comprende a los siro-malabares del territorio de Delhi, de los estados de Haryana, Panyab, Himachal Pradesh, Jammu y Cachemira y de los distritos de Gautam Budha Nagar y Ghaziabad en Uttar Pradesh.
  - Eparquía de Hosur, inmediatamente sujeta a la Santa Sede, fue creada el 10 de octubre de 2017. Cubre parte de Tamil Nadu y en el territorio de Puducherry los enclaves de Puducherry y de Karaikal.
  - Eparquía de Shamshabad, inmediatamente sujeta a la Santa Sede, fue creada el 10 de octubre de 2017. Cubre los territorios de la India no incluidos en las demás eparquías (la totalidad o parte de 32 estados y 4 territorios).

#### Fuera de la India
Con jurisdicción personal sobre los católicos siro-malabares únicamente, existen inmediatamente sujetas a la Santa Sede las siguientes jurisdicciones:
- - Eparquía siro-malabar de Santo Tomás el Apóstol en Chicago (en los Estados Unidos), fue creada el 1 de julio de 2001.
  - Eparquía siro-malabar de Santo Tomás el Apóstol en Melbourne (en Australia), el eparca es visitador apostólico en Nueva Zelanda en donde existe la Syro-Malabar Catholic Mission Auckland.
  - Eparquía siro-malabar de Gran Bretaña (en el Reino Unido los países de: Inglaterra, Gales y Escocia)
  - Eparquía siro-malabar de Mississauga (en Canadá), fue elevada a eparquía el 22 de diciembre de 2018.

Comunidades dispersas:
Comunidad siro-malabar en la Mission étrangère de Paris en París (Communauté syro-malabare) dependiente del ordinariato para los fieles de rito oriental de Francia.
El obispo titular de Slebte y procurador en Roma, Stephen Chirappanath, es el visitador apostólico en Europa desde el 28 de julio de 2016. En Austria la comunidad siro-malabar tiene un sacerdote que asiste a unas 720 familias y se reúne en la Pfarrei Maria Lourdes de Viena, haciendo parte de la arquidiócesis de Viena. En Alemania hay comunidades en Colonia (Indische Katholische para la arquidiócesis de Colonia y las diócesis de Aquisgrán y de Essen), Frankfurt (Indische Katholische Gemeinde en Limburgo) y Heidelberg. En Irlanda hay 2 centros de misa en la diócesis de Cork y Ross, 10 en la arquidiócesis de Dublín y otros 12 en el resto del país. En Italia hay un coordinador nacional en Roma y 19 centros de misa. En Suiza hay comunidades en las diócesis de Lausana, Ginebra y Friburgo (1), Basilea (6), Chur (4), y Lugano (1). En Irlanda del Norte hay comunidades en las diócesis de Armagh, Clogher, Derry (2 centros de misa), y Down y Connor (6 centros de misa).
En los países de la península arábiga los siro-malabares dependen de los dos vicariatos apostólicos latinos existentes para todos los ritos. Luego de un conflicto jurisdiccional con el clero siro-malabar, el 6 de marzo de 2003 el papa Juan Pablo II mediante un rescript ex-audientia —confirmado por Benedicto XVI el 16 de marzo de 2006— decidió que todos los fieles de cualquier rito y nacionalidad en los dos vicariatos de Arabia dependan exclusivamente de los vicarios apostólicos latinos. Hay comunidades en Baréin, Kuwait, Catar, Omán, Emiratos Árabes Unidos e informales en Arabia Saudita.
En África las mayores comunidades están en Sudáfrica (arquidiócesis de Pretoria), Uganda (arquidiócesis de Kampala) y Tanzania y en Asia en Singapur y en Malasia.

## Institutos de vida consagrada
- Carmelitas de María Inmaculada
- Congregación Misionera del Santo Sacramento
- Congregación Vicentiana
- Hermanas Asisianas de María Inmaculada
- Hermanas de la Adoración del Santísimo Sacramento
- Hermanas de los Desamparados
- Sociedad Misionera de Santo Tomás Apóstol

## Lista de metropolitanos y de arzobispos mayores de Ernakulam-Angamaly
- Aloysius Pareparambil (1896-1919) (metropolitano)
- Augustine Kandathil (1919-1956) (metropolitano)
- Joseph Parecattil (1956-1984) (metropolitano)
- Antony Padiyara (1985-1996) (metropolitano, y archieparca mayor desde 1992)
- Varkey Vithayathil (1999-2011) (archieparca mayor)
- George Alencherry (2011- ) (archieparca mayor)